# Liste der Kulturdenkmale in Henstedt-Ulzburg
In der Liste der Kulturdenkmale in Henstedt-Ulzburg sind alle Kulturdenkmale der schleswig-holsteinischen Gemeinde Henstedt-Ulzburg (Kreis Segeberg) und ihrer Ortsteile aufgelistet (Stand: 10. März 2025).

## Legende
In den Spalten befinden sich folgende Informationen:
- Objekt-ID: die Nummer des Kulturdenkmales
- Lage: die Adresse des Kulturdenkmales und die geographischen Koordinaten. Kartenansicht, um Koordinaten zu setzen. In der Kartenansicht sind Kulturdenkmale ohne Koordinaten mit einem roten Marker dargestellt und können in der Karte gesetzt werden. Kulturdenkmale ohne Bild sind mit einem blauen Marker gekennzeichnet, Kulturdenkmale mit Bild mit einem grünen Marker.
- Offizielle Bezeichnung: Bezeichnung des Kulturdenkmales
- Beschreibung: die Beschreibung des Kulturdenkmales
- Bild: ein Bild des Kulturdenkmales

## Bauliche Anlagen
| Objekt-ID      | Lage                                              | Offizielle Bezeichnung | Beschreibung | Bild                             |
| -------------- | ------------------------------------------------- | ---------------------- | --- | -------------------------------- |
| 38730 Wikidata | Am Wöddel 32 (53° 47′ 13″ N, 10° 0′ 24″ O)        | Ehemalige Schule       | Ehemalige Schule; 1912 (i); zweigeschossiger Backsteinbau mit überkragendem Walmdach, dreiachsiger Eingangsrisalit mit Rundvorbau und Schweifgiebel, eingeschossiges Aborthäuschen, qualitätvoller Heimatschutzstil - Begründung: geschichtlich, künstlerisch, städtebaulich - Schutzumfang: ehem. Schule, Aborthäuschen - Denkmaltyp: Bauliche Anlage | weitere Fotos \| Fotos hochladen |
| 3042 Wikidata  | Götzberger Straße (53° 47′ 31″ N, 10° 2′ 40″ O)   | Windmühle              | Alteintragung (Aktualisierung vorgesehen) - Begründung: Alteintragung (Aktualisierung vorgesehen) - Schutzumfang: Alteintragung (Aktualisierung vorgesehen) - Denkmaltyp: Bauliche Anlage | weitere Fotos \| Fotos hochladen |
| 19795 Wikidata | Kisdorfer Straße 10 (53° 47′ 24″ N, 10° 0′ 26″ O) | Erlöserkirche          | Neugotische Saalkirche mit Westturm und Apsis, 1880 von Landbaumeister Stoedtner errichtet - Begründung: geschichtlich, künstlerisch, städtebaulich - Schutzumfang: gesamtes Objekt - Denkmaltyp: Bauliche Anlage | Fotos hochladen                  |
| 50303          | Prunstwiete (53° 47′ 13″ N, 10° 0′ 27″ O)         |                        | Fachwerkscheune; wohl 2. Viertel 19. Jh.; Zweiständerbau mit Längsdurchfahrt und reetgedecktem Halbwalmdach, Außenwände teils mit Backsteinen teils mit Holzbohlen ausgefacht - Begründung: geschichtlich, städtebaulich - Schutzumfang: gesamtes Objekt - Denkmaltyp: Bauliche Anlage                                                                 | BW                               |

## Gründenkmale
| Objekt-ID | Lage                                       | Offizielle Bezeichnung | Beschreibung | Bild |
| --------- | ------------------------------------------ | ---------------------- | --- | ---- |
| 52014     | Dorfstraße (53° 47′ 13″ N, 10° 0′ 26″ O)   | Friedenseiche          | Friedenseiche; 1871; Eiche mit ausladender Krone, davor Gedenkstein mit erläuternder Tafel - Begründung: geschichtlich, städtebaulich - Schutzumfang: Friedenseiche, Gedenkstein 1871 - Denkmaltyp: Gründenkmal | BW   |
| 51734     | Lindenstraße (53° 47′ 25″ N, 9° 58′ 48″ O) | Friedenseiche          | Friedenseiche mit Gedenkstein; 1918; hoch gewachsene Eiche, Gedenkstein mit Inschrift - Begründung: geschichtlich, städtebaulich - Schutzumfang: Friedenseiche, Gedenkstein 1918 - Denkmaltyp: Gründenkmal      | BW   |

## Quelle
- Denkmalliste Kreis Segeberg. (PDF; ca. 0,4 MB) Abgerufen am 1. September 2017.

- Karte mit allen Koordinaten:
- OSM |
- WikiMap